# Колга-Яани
Ко́лга-Я́ани (эст. Kolga-Jaani) — посёлок в волости Вильянди уезда Вильяндимаа, Эстония.
В 1991—2017 годах (до административной реформы местных самоуправлений Эстонии) был административным центром волости Колга-Яани (упразднена).

## География и описание
Расположен в 27 километрах к северо-востоку от уездного и волостного центра — города Вильянди — и в 18 километрах от озера Выртсъярв. Расстояние до Таллина — 145 км. Высота над уровнем моря — 50 метров.
Климат умеренный. Официальный язык — эстонский. Почтовый индекс — 70301.

## Население
По данным переписи населения 2021 года, в Колга-Яани проживали 395 человек, из них 392 (99,5 %) — эстонцы.
В 2020 году в посёлке проживали 387 человек, из них 187 мужчин и 200 женщин; численность детей в возрасте до 14 лет включительно составляла 58 человек, численность лиц работоспособного возраста (возраст 15-64 года) — 246, число лиц пенсионного возраста (65 лет и старше) — 83.
По данным переписи населения 2011 года, число постоянных жителей посёлка составляло 393 человека, из них 389 (99,0 %) — эстонцы.
Численность населения посёлка Колга-Яани по данным переписей населения:
| Год  | 1959 | 1970  | 1979  | 1989  | 2000  | 2011  | 2021  |
| ---- | ---- | ----- | ----- | ----- | ----- | ----- | ----- |
| Чел. | 237  | ↗ 248 | ↗ 417 | ↗ 522 | ↘ 431 | ↘ 393 | ↗ 395 |

## История
Населённый пункт сформировался как центр прихода в конце XIX века на землях деревни Ээснурга. Он образовался на перекрёстке дороги Вильянди—Колга-Яани—Пылтсамаа с дорогами, идущими из деревень Кыо, Ойу и Вайбла. Приход впервые упомянут в 1559 году как Corpes ’Kõrve’.
Колга-Яани тесно связан с историей культуры Эстонии. Здесь в 1845 году Мартин Вилберг (Martin Vilberg) сформировал состоявший из учителей первый мужской хор Вильяндимаа. Позже был также создан смешанный оркестр. Зимой 1686/1687 года среди одиннадцати начавших работу национальных школ Эстонии была и школа Колга-Яани.
Долгое время в Колга-Яани жил и работал общественный деятель, один из руководителей эстонского национального движения, пастор Виллем Рейман (1861—1917).
В советское время посёлок, насчитывавший около 500 жителей, был центром колхоза «Колга-Яани», численность работников которого в 1978 году составляла 31 человек.

## Инфраструктура
До сентября 2020 года в посёлке работала основная школа (численность учащихся в 2002/2003 учебном году — 134, в 2009/2010 учебном году — 75) и детский сад, затем они были объединены в единое учреждение (основная школа-детсад).
В посёлке есть народный дом и библиотека, работает дом по уходу за престарелыми и инвалидами. Народный дом носит имя Виллема Реймана, который умер в Колга-Яани и похоронен на поселковом кладбище.
По состоянию на 2013 год в Колга-Яани также были центр семейного врача, зубоврачебный кабинет, социальный дом и почтовое отделение.
Одно из крупнейших торфодобывающих предприятий Эстонии Mikskaar AS в начале 2020 года запланировало открытие новых торфоразработок возле посёлка, что встретило противодействие со стороны местных жителей.

## Экономика
Основные работодатели посёлка по состоянию на 30 сентября 2021 года:
| Предприятие/организация                       | Вид деятельности                  | Численность работников |
| --------------------------------------------- | --------------------------------- | ---------------------- |
| Kolga-Jaani kool                              | Начальная школа-детский сад       | 38                     |
| Kolga-Jaani Hooldekodu                        | Уход за престарелыми и инвалидами | 9                      |
| Kolga-Jaani Rahvaraamatukogu                  | Библиотека                        | 6                      |
| Kolga-Jaani Villem Reimani nimeline Rahvamaja | Народный дом                      | 3                      |

## Достопримечательности
Представляет интерес расположенная в Колга-Яани церковь Святого Йоханнеса — крупное средневековое строение из плитняка. Памятник архитектуры. Построена в первой половине XIV века изначально как сравнительно широкое однонефное здание. В последней четверти XIV века перестроена в помещение с тремя ровными сводами. Нынешняя башня в неоготическом стиле установлена в 1875 году; при этом крыша утратила свою первоначальную высокую готическую форму. В 1904—1905 годах высокорасположенные узкие окна расширили и украсили витражами.
Возле церкви установлен памятник Освободительной войне (открыт в 1925 году, разрушен в 1941 году, восстановлен в 1989 году, в 2003 году внесён в Государственный регистр памятников культуры Эстонии) и памятник Виллему Рейману. Колга-Яаниская православная церковь Святого Николая находится в деревне Лалси.

## Известные уроженцы
- Карл Готлиб Рюкер[эст.] (1778―1856), картограф;
- Хельми Негго[эст.], этнограф и исследовательница народного искусства;
- Лейли Андре[эст.] (1922—2007), поэтесса и детская писательница;
- Юри Каськ[эст.] (род. 1949), художник[12].

## Происхождение топонима
Своё название посёлок получил от названия церкви и прихода. Составная часть топонима Яани дана по имени святого Яна (Иоанна), приставка Колга соответствует значению слова «Большой».